# Andrin Gulich
Andrin Gulich, né le 9 mars 1999, est un rameur suisse.
Il remporte la médaille de bronze du deux sans barreur des Jeux olympiques d'été de 2024 avec Roman Röösli.

## Biographie
Andrin Gulich naît le 9 mars 1999.
Il étudie l'économie et la science des données dans une université américaine.

## Carrière
Il participe au quatre sans barreur des Jeux olympiques d'été de 2020 avec Paul Jacquot, Markus Kessler et Joel Schürch.
Andrin Gulich remporte la médaille de bronze du deux sans barreur des Jeux olympiques d'été de 2024 avec Roman Röösli.

## Palmarès

### Jeux olympiques
- Jeux olympiques d'été de 2024 à Paris :
  -  Médaille de bronze du deux sans barreur avec Roman Röösli[4]

### Championnats du monde
- Championnats du monde 2023 à Belgrade
  -  Médaille d'or du deux sans barreur avec Roman Röösli[5]

### Championnats d'Europe
- Championnats d'Europe 2023 à Bled
  -  Médaille d'or du deux sans barreur avec Roman Röösli[6]